# Code 8: Part II
Code 8: Part II is een Canadese sciencefictionfilm uit 2024 onder regie van Jeff Chan. Hij schreef ook zelf het scenario, samen met Chris Pare en Sherren Lee. Code 8: Part II is het vervolg op Chans Code 8 uit 2019, waarin Robbie en Stephen Amell ook elkaars tegenspelers waren.

## Verhaal
Na de gebeurtenissen in Code 8 heeft de LCPD een reorganisatie doorgevoerd en daarbij onder meer zijn dodelijke robotagenten vervangen door robothonden, ofwel 'K9's'. Deze grijpen wanneer de situatie dat vereist in met niet-dodelijke methodes en stoppen zodra een verdachte zijn handen in de lucht steekt. Mede door de inzet van de K9's zijn de misdaadcijfers in Lincoln City omlaag gedoken, met sergeant 'King' Kingston als publiek uithangbord van dit succes.
Connor Reed heeft zijn straf uitgezeten en houdt zich sindsdien gedeisd. Hij werkt als conciërge bij een daklozenopvang en laat zich niet meer in met strafbare zaken. Garrett Kelton is daarentegen doorgegaan met de handel in Psyke, een drug gemaakt van het hersenvocht van mensen met superkrachten. Hij kan dit doen doordat hij de corrupte brigade van Kingston in ruil hiervoor een deel van de opbrengst geeft.
Tarak en zijn kleine zusje Pavani hebben het niet breed. Het meisje kan goed leren, maar haar broer en zij hebben geen geld om haar te laten studeren. Tarak besluit daarom om het smeergeld te stelen dat Garretts mensen in een container achterlaten voor Kingston. Hij wordt hier alleen bij betrapt. De K9's blijken dan een verborgen optie te hebben waarmee ze verdachten kunnen injecteren met een dodelijke hoeveelheid Psyke. Pavani is er getuige van dat haar broer op die manier wordt omgebracht door Kingston. Wanneer ze aanklopt bij de opvang, besluit Connor haar te helpen verschuilen voor de LCPD. Hij vraagt Garrett om hem te helpen tot een vreedzame oplossing te komen met Kingston.

## Rolverdeling
| Acteur           | Personage                |
| ---------------- | ------------------------ |
| Robbie Amell     | Connor Reed              |
| Stephen Amell    | Garrett Kelton           |
| Alex Mallari Jr. | Sergeant 'King' Kingston |
| Sirena Gulamgaus | Pavani                   |
| Aaron Abrams     | Detective Davis          |
| Moe Jeudy-Lamour | Officer Cirelli          |
| Akiel Julien     | Shane                    |
| Natalie Liconti  | Maev                     |
| Nneka Elliott    | Nadine                   |
| Sammy Azero      | Tarak                    |
| Jean Yoon        | Mina                     |
| Altair Vincent   | Officer Stillman         |
| Sarena Parmar    | Stephanie Kingston       |
| Jessica Allen    | Tamera                   |
| Jane Moffat      | June                     |

## Release en ontvangst
Code 8: Part II ging op 28 februari 2024 in première op de streamingdienst Netflix. De film kreeg gemengde kritieken van de filmcritici, met een score van 67% op Rotten Tomatoes, gebaseerd op 9 beoordelingen.